# الشتا اللي فات (فلم)
الشتا اللى فات فيلم درامي مصري إنتاج عام 2013، بطولة الفنان عمرو واكد.

## القصة
تدور أحداث الفليم أثناء ثورة 25 يناير وذلك في إطار ثلاث قصص إنسانية وقت الثورة لضابط بمباحث أمن الدولة، والثانية لمذيعة تليفزيونية(فرح يوسف)، والثالثة لمهندس كمبيوتر (عمرو واكد) وعلاقتهم بالثورة المصرية ويقوم عمرو واكد بدور مهندس برمجة على علاقة بفئات شبابية كان لها دور كبير في الثورة موضحا الأسباب التي ادت إلى تفشي الفساد طوال 30 سنة المنصرمة.

## طاقم التمثيل
- عمرو واكد
- فرح يوسف
- صلاح الحنفي
- تامر محمد عبد الحميد

## روابط خارجية
- مقالات تستعمل روابط فنية بلا صلة مع ويكي بيانات